# Mario Sironi

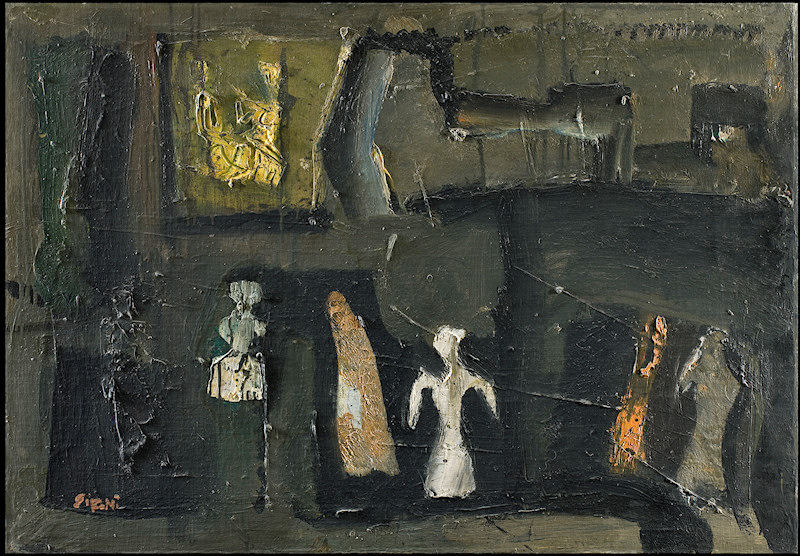
Composizione o Composizione e figure (1957)

Mario Sironi (ur. 12 maja 1885 w Sassari, zm. 13 sierpnia 1961 w Mediolanie) – włoski malarz.

## Życiorys
Początkowo studiował na Politechnice Rzymskiej, ale studia te przerwał z uwagi na zainteresowania malarskie. W Atelier Ballas, gdzie często przebywał, poznał Umberto Boccioniego oraz Gino Severiniego. Mimo że mieli na niego duży wpływ, to oficjalnie do ruchu futurystycznego przyłączył się dopiero w 1914. W 1915, idąc za innymi futurystami, ochotniczo udał się na front I wojny światowej.
Po zakończeniu działań wojennych zamieszkał na stałe w Mediolanie, gdzie zajmował się nie tylko twórczością, ale również krytyką artystyczną.